# Wet tropics of Queensland
De Wet Tropics of Queensland (Tropisch regenwoud van Queensland) in Noordoost-Queensland is een groep nationale parken die sinds 1988 op de Werelderfgoedlijst staan.
Dit gebied strekt zich uit van Townsville, in het zuiden tot het Daintree regenwoud, ten noorden van Cairns.
Het unieke van het noordelijke deel van dit gebied is het feit dat twee totaal verschillende
Werelderfgoederen elkaar hier raken: Het Groot Barrièrerif en de Wet tropics.